# Phortica radiata
Phortica radiata är en tvåvingeart som beskrevs av Oswald Duda 1926. Phortica radiata ingår i släktet Phortica och familjen daggflugor. Inga underarter finns listade i Catalogue of Life.